# Mirosław Wobalis
Mirosław Wobalis (ur. w 1973 w Trzebiatowie) – polski literaturoznawca, doktor habilitowany nauk humanistycznych. Nauczyciel akademicki na Wydziale Filologii Polskiej i Klasycznej Uniwersytetu im. Adama Mickiewicza w Poznaniu. W latach 2007–2018 był zatrudniony w Zakładzie Nauk Pomocniczych i Edytorstwa UAM. Od 2018 zatrudniony w Pracowni Innowacji Dydaktycznych UAM na stanowisku profesora UAM.

## Życiorys
Absolwent I Liceum Ogólnokształcącego im. Bolesława Chrobrego w Gryficach. W 1997 ukończył studia polonistyczne na UAM w Poznaniu, gdzie uzyskał tytuł magistra za pracę pt. Witkacy – umysł drapieżny. Legendy Stanisława Ignacego Witkiewicza napisaną pod kierunkiem Seweryny Wysłouch. Rozprawę doktorską obronił w 2007. Dysertacja pt. Podręcznik Multimedialny i jego funkcje w kształceniu polonistycznym napisana została pod kierunkiem Bożeny Chrząstowskiej. Habilitację uzyskał w 2018 na podstawie pracy Nowe media i technologie cyfrowe w kształceniu polonistów.

## Praca naukowa
Twórca koncepcji kształcenia hybrydowego z wykorzystaniem podręcznika hybrydowego, obejmującego spójne i celowe połączenie metod tradycyjnych i cyfrowych w procesie kształcenia. W obszarze humanistyki cyfrowej zajmuje się przekształceniami i przewartościowaniami odbioru literatury w kontekście ekspansji kultury cyfrowej. Innymi obszarami jego badań w zakresie tzw. humanistyki cyfrowej są: przekształcenia komunikacyjne w ramach nowych i „nowych nowych” mediów, sztuczna inteligencja jako komunikator i współkomunikator, badanie tekstów kultury z wykorzystaniem cyfrowych narzędzi analitycznych. Jest wykładowcą akademickim na kierunkach filologia polska oraz groznawstwo na Wydziale Filologii Polskiej i Klasycznej UAM w Poznaniu. Kierownik, koordynator i realizator licznych projektów infrastrukturalnych i badawczych z funduszy krajowych i europejskich. Od stycznia 2021 koordynator Laboratorium Inteligentnej Analizy i Interpretacji DARIAH.lab. Członek Centrum Badań nad Literaturą Elektroniczną UAM. Koordynator Węzła Filologicznego scalającego badawcze inicjatywy cyfrowe na WFPiK UAM.

## Wybrane publikacje
- Luka lekturowa – lektury szkolne a cyfrowe lektury domowe w edukacji polonistycznej, „Polonistyka. Innowacje” 2023, 17, s. 121–133.
- Mechanizmy zarządzania emocjami w grach wideo, „Images. The International Journal of European Film, Performing Arts and Audiovisual Communication” 2023, 33 (42), s. 175–188.
- Technologia i edukacja, czyli rzecz o niekoherentnej symbiozie tradycji z nowoczesnością, „Polonistyka. Innowacje” 2018, 7, s. 85–96.
- Cyfrowi komunikatorzy – twórcy czy odtwórcy?, „Interdyscyplinarne Konteksty Pedagogiki Specjalnej”, 2018, 23, s. 125–142.
- Nowe media i technologie cyfrowe w kształceniu polonistów, Wydawnictwo Naukowe UAM, Poznań 2018.
- Multimedia w nauczaniu polonistycznym: opis modelu hybrydowego e–podręcznika języka polskiego do liceum i badanie jego efektywności dydaktycznej w szkole, Wydawnictwo Poznańskie Studia Polonistyczne, Poznań 2011.